# Julius Raschdorff
Julius Carl Raschdorff (Pleß, 2 luglio 1823 – Waldsieversdorf, 13 agosto 1914) è stato un architetto tedesco.

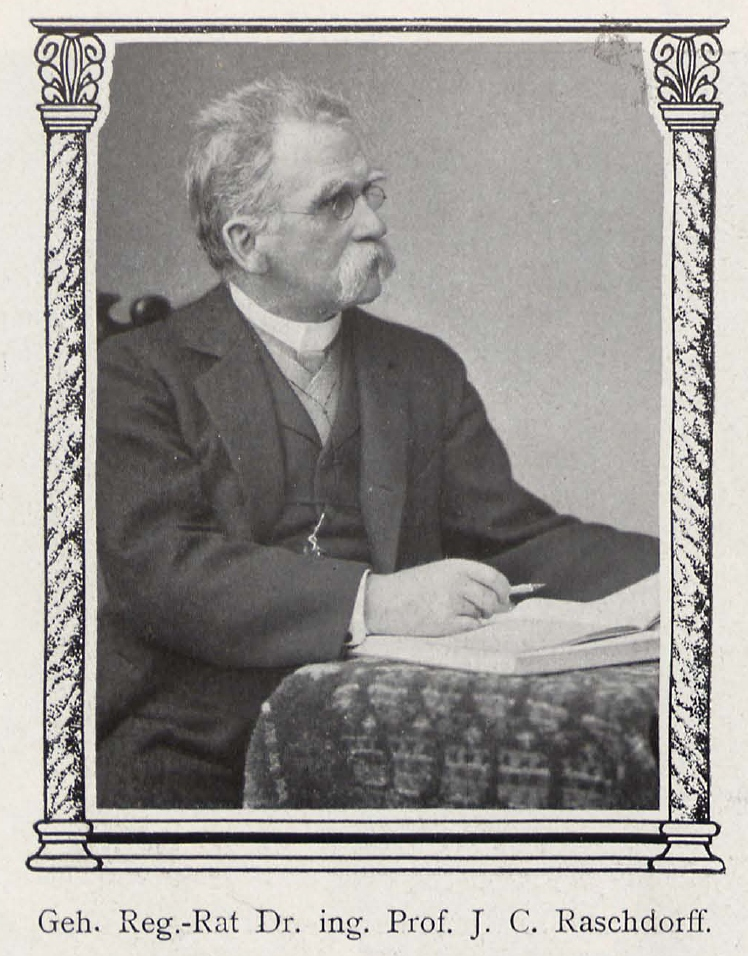
Julius Carl Raschdorff (1905)

È considerato uno degli architetti più importanti della seconda metà del XIX secolo in Germania e ha realizzato la sua opera più importante con il progetto del Duomo di Berlino.

## Biografia
Nato a Pleß, dopo la maturità nel 1842 a Gliwice, studiò alla Bauakademie di Berlino dal 1845 al 1853. Dalla sua nomina a 2° architetto cittadino, il 1º novembre 1854, lavorò a Colonia fino al 1878. Lì, ebbe una notevole influenza sullo sviluppo urbanistico della città (1854–1859) e sulla progettazione del municipio. Dal 1864 fu il primo architetto della città, ma lasciò l'incarico nel 1872 per continuare l'attività come architetto privato. Nel 1856 tenne una conferenza sulle nuove tecniche di costruzione all'Esposizione Universale di Parigi. Tra il 1876 e il 1880, progettò la Ständehaus a Düsseldorf, che ospitava il Provinziallandtag prussiano e successivamente il Landtag della Renania Settentrionale-Vestfalia. Divenne professore di architettura all'Università tecnica di Berlino nel 1878 e nel 1914 divenne professore emerito. Progettò oltre 220 edifici in Germania e paesi limitrofi, di cui circa 100 eseguiti in 40 località diverse. Un suo ritratto in bronzo fu creato da Adolf Brütt nel 1895 per la Cattedrale di Berlino, in cui Brütt era coinvolto tanto quanto nel Kaiser-Friedrich-Mausoleum (1888/1890) per Potsdam. Nel 1896 ricevette una grande medaglia d'oro alla Große Berliner Kunstausstellung.

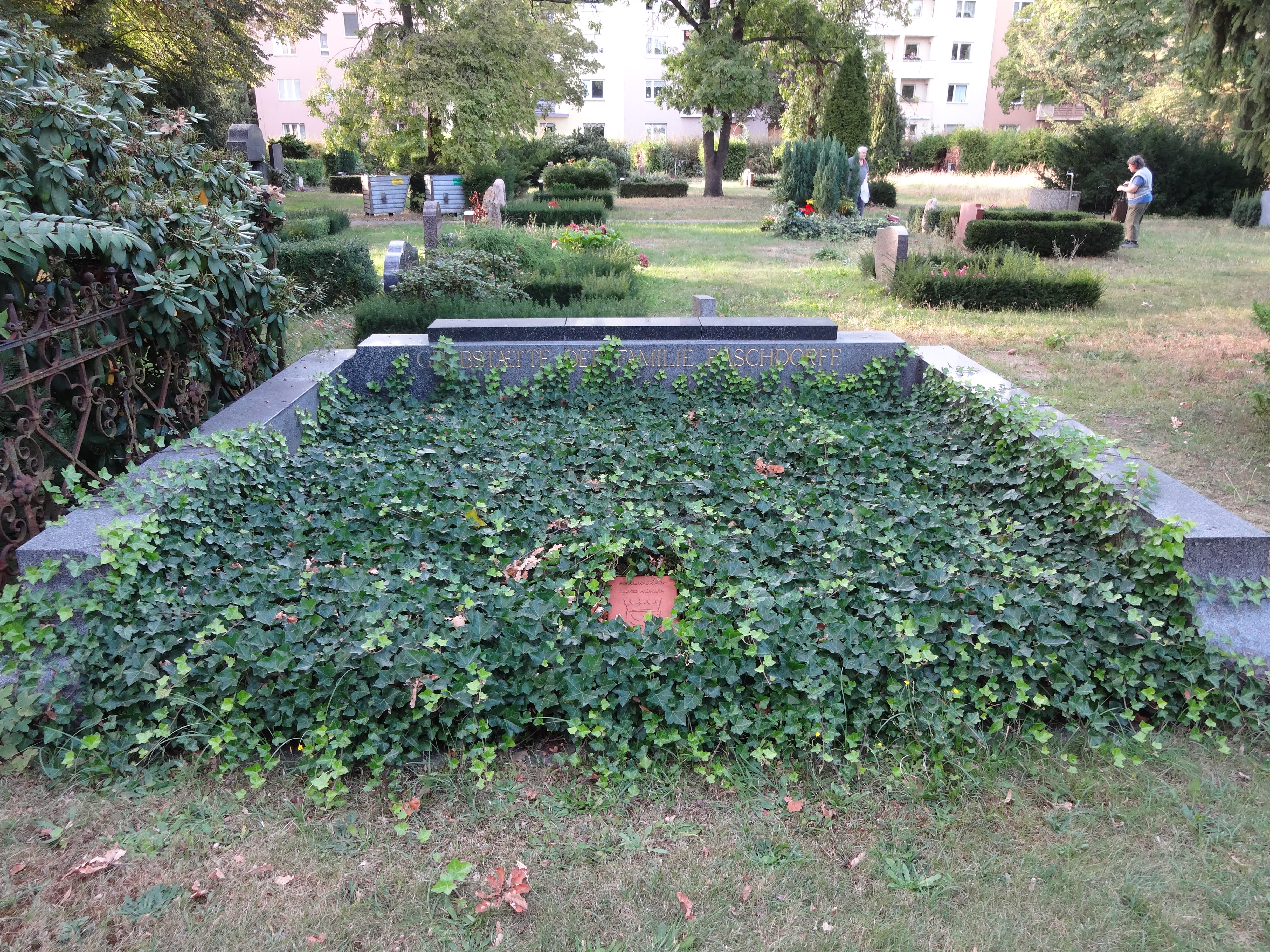
Sito funerario

Fu sepolto al Dorotheenstädtischer Friedhof II in un Ehrengrab della città di Berlino.
Anche suo figlio Otto divenne architetto e fu il suo più stretto collaboratore.

## Opere

### Edifici e disegni

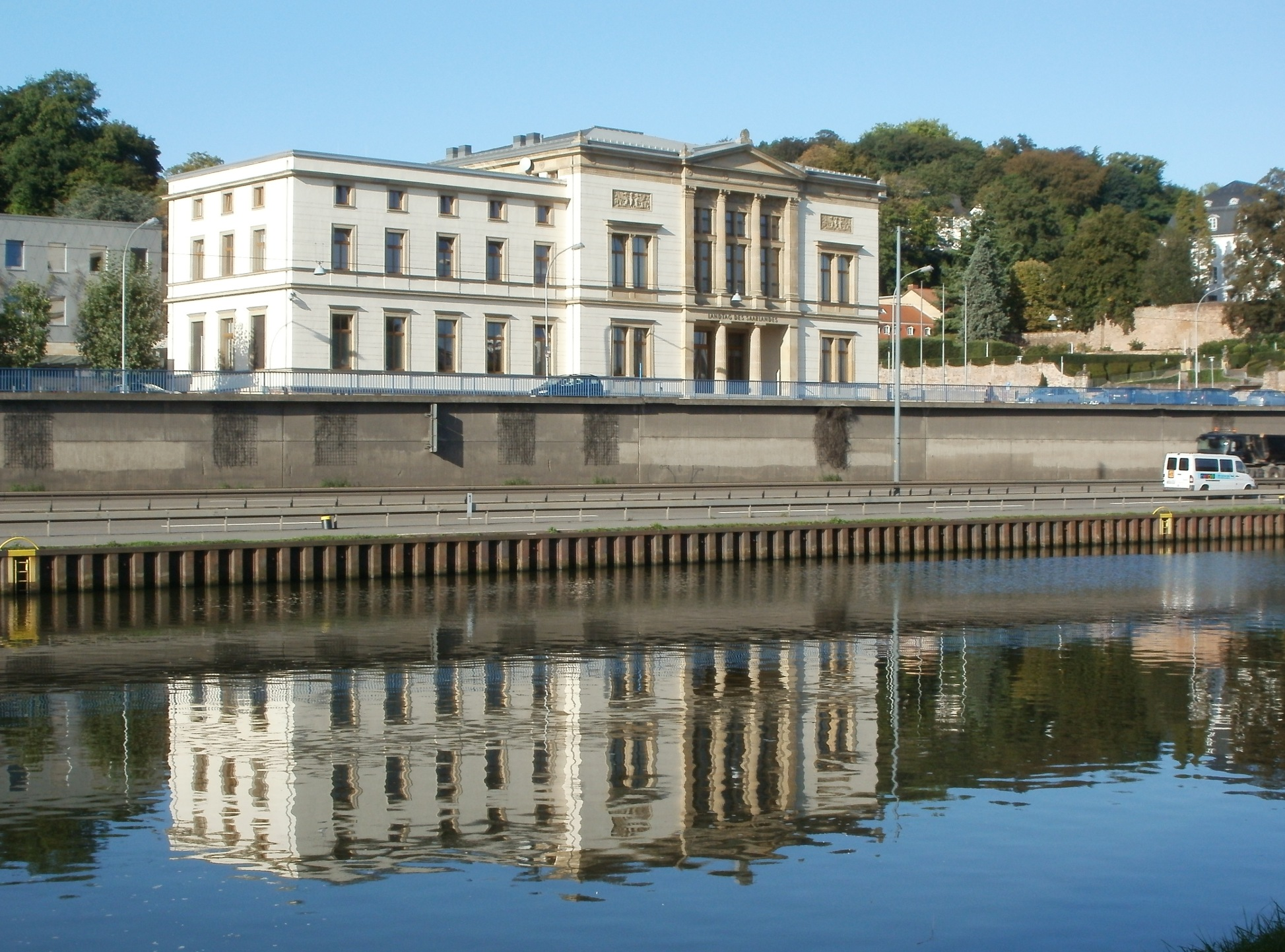
Haus der Casino-Gesellschaft a Saarbrücken (Landtag des Saarlands)

- 1858–1860: Haus Sölling a Rolandseck
- 1861: Wallraf-Richartz-Museum (insieme a Felten)[1]
- 1865–1866: Haus der Casino-Gesellschaft a Saarbrücken (oggi Landtag della Saarland)
- 1859–1860: Apostelgymnasium a Colonia
- 1869–1872: Teatro comunale di Colonia, Glockengasse (distrutto durante la seconda guerra mondiale)
- 1870–1872: casa padronale e tenuta di Etzweiler a Elsdorf (distretto di Bergheim/Erft) (elencata, ma demolita dopo il 2006 per la miniera a cielo aperto di Hambach))
- 1871: Empfangsgebäude delle stazioni ferroviarie di Kyllburg e di Erdorf (Bitburg)
- 1871–1874: Villa per Gottfried Conze a Langenberg (Renania), Hauptstraße 103
- 1872–1873: Villa per Emil vom Rath a Mehlem (demolita nel 1955)
- 1872–1875: Casa delle diaconesse "Sarepta" a Betel (Bielefeld)
- 1876–1880: Estates House a Düsseldorf
- 1877: Nuova Chiesa Protestante a Langenberg (Rheinland), Donnerstraße 15 (oggi "Event-Kirche")
- 1877: Canonica a Langenberg (Rheinland), Wiemerstraße 12
- 1877–1878: Villa per Hermann Colsman a Langenberg (Rheinland), Wiemerstraße 8
- 1877: Villa Petershall per il produttore tessile David Peters a Velbert
- 1878–1880: edificio dell'ufficio postale (ufficio postale, ufficio del telegrafo e Oberpostdirektion Münster), Domplatz 6/7
- 1878: Amtsgericht a Langenberg (Rheinland), Hauptstraße 122
- 1878: Progetto di una villa per Andreas Colsman a Langenberg (Renania) (L'esecuzione avvenne nel 1884 in una forma modificata secondo i progetti di Hermann Otto Pflaume)
- 1878–1884: Neubau der Technischen Hochschule a (Berlino-) Charlottenburg (insieme a Richard Lucae e Friedrich Hitzig)
- 1879: Torre della Chiesa Tedesca, Stoccolma
- 1880: Staatliche Zeichenakademie Hanau
- 1884–1885: Chiesa anglicana di San Giorgio, Berlino nel giardino di Schloss Monbijou a Berlino[1]
- 1888–1889: Dittrich-Mausoleum in Krásná Lípa (Nordböhmen)
- 1890: Edificio di accoglienza della stazione centrale di Münster (Westfalen)
- 1890: Mausoleo dell'Imperatore Friedrich[1]
- 1894–1905: Cattedrale di Berlino
- 1895–1897: Grabkapelle dei Conti Henckel von Donnersmarck al castello di Neudeck in Alta Slesia

Le sue opere note sono in totale, sei chiese, una sinagoga, 17 edifici scolastici, quattro edifici universitari, due musei, due biblioteche, quattro ospedali, un teatro, due municipi, sette stazioni ferroviarie, sette castelli o palazzi, 23 ville e dieci edifici residenziali e commerciali.

### Progetti
Nel 1884, il suo progetto di concorso per lo sviluppo dell'isola dei musei ricevette il 4º premio insieme a suo figlio Otto Raschdorff (1854–1915).

### Pubblicazioni
- Das Kaufhaus Gürzenich a Colonia.[3] Berlino 1863.
- Abbildungen deutscher Schmiedewerke. Berlino 1875–78 (edizione breve 1878).[1]
- Entwürfe und Bauausführungen im Stil deutscher Renaissance. Berlino 1879.[1]
- Die Hochbau-Ausfuehrungen des preußischen Staates. Toeche, Berlino 1880. ( DTAW|raschdorff_hochbau_1880 )
- Abbildung deutscher Schmiedewerke. Verlag von Ernst & Korn, Berlino 1882.[4]
- Palastarchitektur von Oberitalia und Toskana . Berlino 1883–88 (2ª parte: Toskana, 3ª parte: Venedig; als Fortsetzung des von Robert von Reinhardt begonnenen Werks).[1]
- Ein Entwurf Kaiser Friedrichs zum Neubau des Doms und zur Vollendung des königlichen Schlosses a Berlino. Berlino 1888.
- Baukunst del Rinascimento. 4 volumi, Berlino 1880–90.[1]
- Rheinische Holz- und Fachwerksbauten des 16 e 17 Jahrhundert. Berlino 1895.[1]